# Oficina Federal d'Estadística Suïssa
Els arxius federals suïssos (en alemany: Schweizerisches Bundesarchiv, en francès: Archives fédérales suisses) són els arxius nacionals de Suïssa. A més, els cantons tenen arxius oficials propis. L'edifici i les seves col·leccions són un patrimoni suís d'importància nacional.
El 2018, els arxius contenien més de 66.000 metres lineals de documents impresos i 20,7 terabytes de documents digitalitzats. Els arxius tenen una plantilla permanent de 57,8 equivalents a temps complet i un pressupost de 19,2 milions de CHF. Els arxius es regeixen per la Llei federal d'arxiu.
Els Arxius Federals es van crear el 1798 arran de la creació de la República Helvètica. Sota la república, els arxius es traslladaven sempre que es movia la seu del govern. Amb la creació de l'Estat Federal el 1848, els arxius van passar a formar part de la Cancelleria Federal i van fixar la seu a l'Ajuntament de Berna. El primer arxiver federal va ser Johann Jakob Meyer, que va ser nomenat el 1849. A la segona meitat del segle xix, els arxius es van traslladar a l'ala oest de l'edifici del Parlament. El 1868 va ser nomenat el segon arxiver en cap, Jakob Kaiser. Durant els anys següents va convèncer el Parlament perquè comprés un terreny a l'altra banda del riu Aare al districte de Kirchenfeld i construís l'actual edifici de l'arxiu. L'edifici va ser construït el 1896-99 per Theodor Gohl en l'estil renaixentista.
El 1914 els arxius es designen oficialment com a Bundesarchiv o Arxius Federals. El mateix any es va instal·lar la primera màquina d'escriure. El 9 de maig de 1944 el Consell Federal aprova el primer reglament que posa a disposició del públic tots els documents de l'arxiu que tinguin almenys 50 anys d'antiguitat sense restriccions. El 1963 es va instal·lar el primer lector de microfilms, seguit d'una copiadora el 1965. El 15 de juliol de 1966, la nova normativa relativa als arxius va mantenir el límit de 50 anys, però va fer excepcions per a la recerca acadèmica. L'any 1973 el límit de 50 anys es va reduir a 35 anys i el 1998 es va tornar a reduir a 30 anys.